# Reserva Comunal Purús
Die Reserva Comunal Purús ist ein Schutzgebiet von kommunalem Rang in Ost-Peru in den Regionen Madre de Dios und Ucayali. Das Schutzgebiet wurde am 20. November 2004 eingerichtet. Verwaltet wird es von der staatlichen Naturschutz-Agentur Servicio Nacional de Areas Naturales Protegidas por el Estado (SERNANP). Das Areal besitzt eine Größe von 2020,33 km². Es dient der Erhaltung eines tropischen Regenwaldgebietes und damit einem Ökosystem bedrohter Pflanzen- und Tierarten. Es wird in der IUCN-Kategorie VI als ein Schutzgebiet geführt, dessen Management der nachhaltigen Nutzung natürlicher Ökosysteme und Lebensräume dient.

## Lage
Das Schutzgebiet liegt im Amazonastiefland in den Distrikten Iñapari (Provinz Tahuamanu, Region Madre de Dios) und Purús (Provinz Purús, Region Ucayali). Es reicht im Nordwesten und im Osten an die brasilianische. Die Flüsse Río Purús und Río Curanja durchqueren das Gebiet in nordöstlicher Richtung. Es grenzt im Westen und im Süden an den Nationalpark Alto Purús.

## Ökosystem
Zu den Säugetieren in dem Schutzgebiet gehört das Weißbartpekari (Tayassu pecari), das Halsbandpekari (Pecari tajacu), das Paka (Cuniculus paca) und der Großmazama (Mazama americana). In den Gewässern des Schutzgebietes kommt Arapaima gigas vor. Außerdem wachsen in dem Areal das Amerikanische Mahagoni (Swietenia macrophylla), die Buriti-Palme (Mauritia flexuosa) und die Bambus-Arten Guadua sarcocarpa und  Guadua weberbaueri.